# معركة زنجبار
معركة زنجبار كانت المعركة خلال ثورة الشباب اليمنية بين القوات اليمنية الموالية للحكومة وبين جماعات مسلحة باسم جماعة أنصار الشريعة، للسيطرة على مدينة زنجبار وضواحيها كجزء من حركة التمرد التي تتبناها الجماعة لإقامة إمارات إسلامية في جنوب اليمن.

## معركة

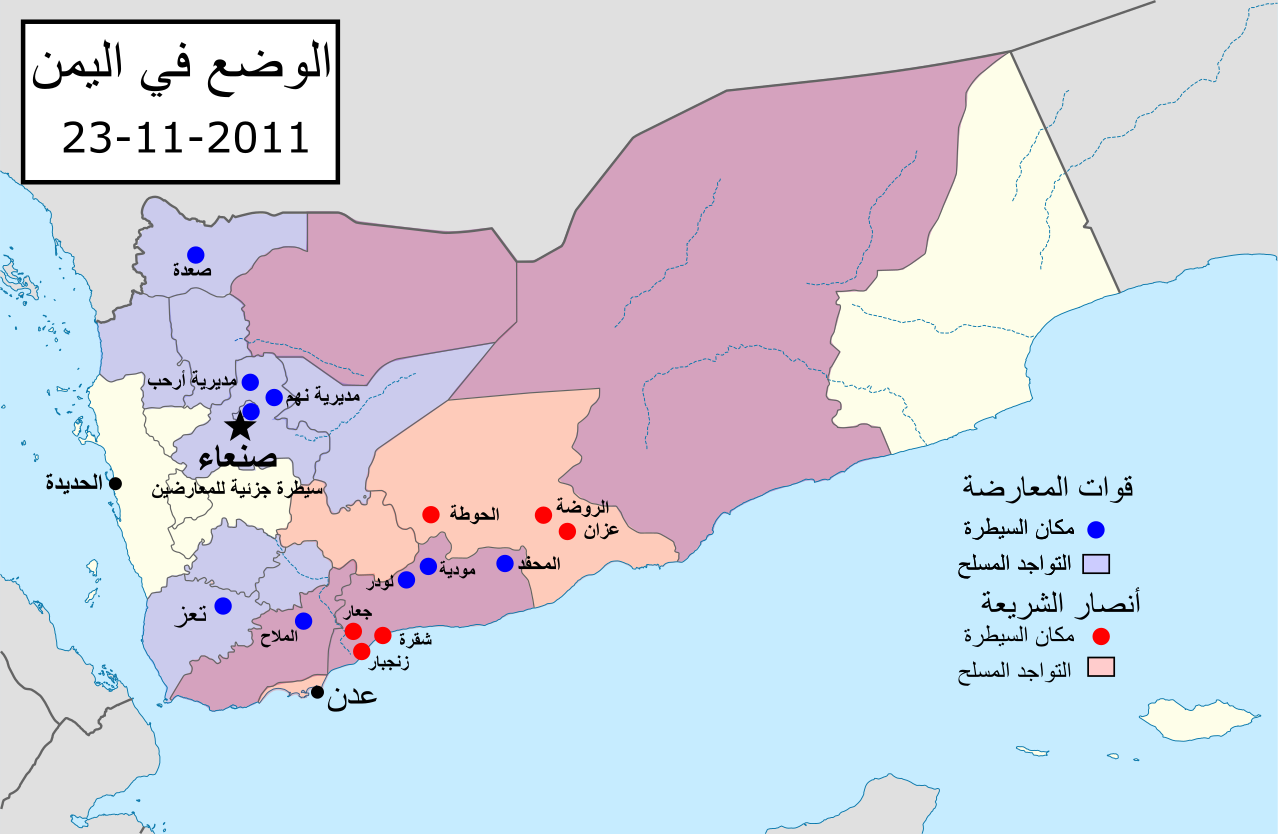
أماكن سيطرة وإنتشار المعارضة ومسلحي القاعدة (أكتوبر 2011)

في 27 مايو، هاجم حوالي 300 من المسلحين الإسلاميين مدينة زنجبار الساحلية (سكانها 20,000) وأستولوا عليها. وقتل المسلحون خلال العملية سبعة جنود بما في ذلك ضابط برتبة عقيد، ومدني واحد.
في 28 مايو، سيطر المسلحين على زنجبار واستولوا على عدة عربات مدرعة وست دبابات تابعة للجيش. واشتبك الجيش مع المقاتلين خارج المدينة وقصف ضواحي المدينة. وفي وقت متأخر من يوم 29 مايو، سيطر المسلحون على المدينة بشكل كامل، واتهمت شخصيات المعارضة أن الرئيس صالح سمح بالاستيلاء على زنجبار ليقول للغرب ان البلد لن يكون قادراً على الاستقرار من دونه دونه.
في 30 مايو، ضرب الجيش مواقع المسلحين في المدينة مع الضربات الجوية ورد المسلحين بالمدفعية وضربوا مواقع الجيش في ضواحي مدينة زنجبار.
في 31 مايو، شارع الثقيلة القتال والقصف مازال جاريا مع العسكريين يحاولون التسلل إلى المدينة ولكن لا يزال يجري يتحصن المسلحون على مشارف زنجبار مسلح واحد على الأقل مصرعه في المدينة بالمدفعية. 15 جنديا لقوا مصرعهم خلال القتال بين عشية وضحاها، منها خمس قتلوا و 23 آخرون بجروح في سيارة-تفجير انتحاري استهدف قافلة عسكرية، اثنين آخرين لقوا مصرعهم في هجوم صاروخي قرب ثكنة وستة أشخاص مصرعهم وأصيب اثنان بجروح قاتلة في هجوم على إحدى نقاط تفتيش عسكرية حوالي كيلومتر واحد من زنجبار التي أن المهاجمين أشعلوا النار في 10 مركبات عسكرية. اثنين على الأقل من المسلحين لقوا مصرعهم خلال القتال في الضواحي. ثلاثة مدنيين لقوا مصرعهم خلال الضربات الجوية.
في 7 يونيو، الجيش بذل محاولة أخرى لاقتحام المدينة. خلال القتال، 30 مقاتلا، 15 جنديا واثنين من المدنيين وكان الجنود القتلى ومالا يقل عن 12 وأربعة مسلحين أصيبوا بجروح.
في 11 يونيو، أفادت وزارة الدفاع اليمنية أن القوات الحكومية قتلت 18 من المسلحين في زنجبار وثلاثة في لودر القريبة بالإضافة إلى تدمير أسلحة وذخائر في مخبأ في زنجبار المسلحين في زنجبار لقوا مصرعهم عندما هاجموا قاعدة «اللواء الميكانيكي» 25 التي قتل فيها تسعة جنود. المسلحين أيضا قتل خمسة جنود حكوميين ودمرت ثلاث عربات في كمين نصب لقافلة متوجهة إلى لودر. في اليوم التالي، أفيد بأن ثلاثة جنود حكوميين، بمن فيهم عقيد، لقوا مصرعهم على أيدي مسلحين في زنجبار
في 19 يونيو، أفاد مسؤولون أن الحكومة قصفت المسلحين في منطقة دوفس من زنجبار، مما أسفر عن مقتل 12 وإصابة ثلاثة آخرين. ردا على ذلك، أصدرت إسلاميين أسماء ورتب من 12 ضابطا عسكريا كانوا يعتزمون قتل في الانتقام. الحكومة أيضا للقصف وشنت ضربات جوية ضد المسلحين المختبئين في المنطقة، مما أسفر عن مصرع عدد غير معروف. جنديين حكوميين قتلوا أيضا في المعارك.
20 يونيو، قد قتلت القوات الحكومية خمسة المزيد من المقاتلين كما أنها واصلت هجومها ضد المسلحين الإسلاميين في المدينة، وفقدان خمسة من رجالهم والمعاناة 21 بجروح في العملية. وادعي مسؤولون أن كانوا «على وشك أن زنجبار التطهير الكامل» من المسلحين، على الرغم من أن هذا الادعاء لم يتأكد بشكل مستقل.
على الرغم من مطالبة العسكرية يجري على وشك ريتاكينج زنجبار، في اليوم التالي، يوم 21 يونيو، أجبروا «كتائب مدفعية» 119 و 201 سحب حوالي ثلاثة كيلومترات من مواقع أنها عقدت سابقا في ما يسمى الجيش «خطوة تكتيكية».
خلال فترة الصباح، في 29 يونيو، أجرت القوات الجوية اليمنية الضربات الجوية ضد مواقع المسلحين في زنجبار، مما أسفر عن مصرع 10 من مقاتلي المقاومة. أثناء عمليات القصف، واحد ضرب ضرب حافلة مدنية على الطريق إلى عدن. قتل خمسة مدنيين على متن الحافلة وجرح 12. في وقت لاحق خلال النهار، هاجم مسلحون ملعب بالقرب من زنجبار، من حيث كان الجيش القيام بهجمات ضد مواقع المتمردين. 26 جنديا و 17 من المسلحين لقوا مصرعهم في القتال وسيطر المسلحون في نهاية المطاف من الاستاد. وهذا يترك قاعدة عسكرية قريبة، التي استخدمت كأساس انطلاق رئيسية لشن غارات عسكرية ضد زنجبار، يتعرض تماما على الجانب الشرقي. وبسبب هذا، نظمت القوات المسلحة بسرعة هجوما مضادا لاستعادة الاستاد. استمر الهجوم المضاد في الليل دون أي نتيجة واضحة.
في اليوم التالي، ادعى الجيش أنهم قد تعرض للضرب مرة أخرى أن المسلحين واستعادت الاستاد. ذكر واحد على الأقل على الأقل الأكثر تشدداً إلى قد قتلوا. الجيش أصيب 35 جنديا قتيلا خلال يومين من المعارك للاستاد. كما قتل ستة مدنيين خلال الاشتباكات. ومع ذلك، بعد ذلك بيومين فقط ما أكده الشهود المدنيين أن الاستاد كان لا يزال في أيدي المسلحين. وذكر الجيش أيضا أن 50 جنودها في عداد المفقودين بعد الاستيلاء على استاد.
في 3 يوليو، 15 من المسلحين وعشرة جنود قتلوا خلال معارك خارج القاعدة العسكرية الرئيسية.
في 4 يوليو، الهجمات المسلحة على قاعدة واصل مع 13 مسلحين آخرين ومقتل 6 جنود.
في 5 يوليو، ادعى الجيش أن 40 من المسلحين لقوا مصرعهم في الغارات الجوية ضد المقاتلين الذين كانوا يحاولون اقتحام قاعدة عسكرية. ويقال أيضا أن جنديين قتلا في المعارك. ومع ذلك، المطالبة يمكن أن لا يكون تأكيد من مصدر مستقل لمعظم المنطقة كانت لا تزال تحت سيطرة المسلحين. كما أن أربعة مدنيين قتلوا في ضربة جوية فاشلة واحدة على منزل عضو البرلمان الأعلى في ضواحي المدينة.
في 6 يوليو، قتل جندي واحد وسبعة مسلحين في اشتباكات بالقرب من زنجبار اثنين من المسلحين تم أيضا القبض على وألقى القبض عليه في القتال، التي حاول المسلحون بمهاجمة قاعدة لجيش.
في 17 يوليو، الرحل المسلحة والقوات الحكومية بشن هجوم كبير ضد المسلحين في زنجبار واستجابة لمناشدات لدعم من «اللواء الميكانيكي» 25، التي قد تم تمركزها تحت الحصار لأكثر من شهر، أرسلت وزارة الدفاع دبابات إضافية، وقاذفات صواريخ، و 500 جندي جديد في محاولة جديدة إعادة السيطرة على المدينة والمنطقة المحيطة بها. فتحت الهجوم مع لاندبورني تجدد التوجه ضد مواقع الإسلاميين الذين يحاصرون اللواء 25، مدعومة بدبابات ثقيلة القصف المدفعي والبحري الضربات الصاروخية. ووفقا لأحد الرسمية، 15 من المسلحين لقوا مصرعهم وجرح عشرات آخرون في الهجوم، في حين أن الحكومة فقط فقدت اثنين من الجنود. الرحل المحلية أرسل 450 مقاتل لدعم هذا الجهد، وسم تغييرا في الولاءات لقبائل المنطقة. العديد من القبائل كان سابقا علاقات وثيقة مع المسلحين، ولكن بدأ دعم قوات الحكومة في جهودها الرامية إلى إزاحة الإسلاميين من أبين بعد 54,000 المقدرة مدنيين أجبروا على الفرار من ديارهم كما حاول المسلحون فرض سيطرتها على محافظة أبين وزنجبار. في نفس اليوم، ذكر متحدث عسكري أميركي أن أربعة جنود و 10 مسلحين قتلوا في معارك بالقرب من قاعدة «اللواء الميكانيكي» 25. كما دمرت القوات الحكومية مخبأ لأسلحة تابعة للمسلحين قد عُثِر عليها قرب القاعدة.
وذكر مسؤول حكومي في 19 يوليو، أن أبو عيسى، زعيم تنظيم القاعدة في حافظة أبين، يشتبه في أنه قتل في القتال مع الجنود الحكوميين في زنجبار في 18 يوليو. وفي الوقت نفسه، مسح الرحل المسلحة ناشطون إسلاميون من البلدات القريبة من شقرة والوضيع دون رصاصة أطلقت. ومع ذلك، بقي المسلحون في السيطرة على لودر، حتى بعد زعماء القبائل المحليين وطلب منهم مغادرة المدينة. زنجبار ومنطقة جعار إلى الشمال أيضا ظلت تحت سيطرة الإسلاميين المحليين.
في 21 يوليو، أفاد مسؤولون حكوميون وفاة زعيم القاعدة يمنى آخر، إياد al-شابواني، في معارك بالقرب من زنجبار في 19 يوليو. وأفادت وكالة الأنباء الرسمية أيضا وفاة زعيم القاعدة آخر، «عوض محمد صالح» آل-شابواني.
في 22 يوليو، صرح مصدر تنتسب إلى القبائل المحلية أن الرحل المسلحة اعترضت قافلة مسلحين توجهت إلى زنجبار قرب بلده موديية، مما أسفر عن مقتل مسلح واحد وإصابة آخر بجروح وإلقاء القبض على عشرة. الرحل قد نجحت أيضا في تأمين الطريق من محافظة شبوة إلى شقرة، قال المصدر. وبالإضافة إلى ذلك، ذكر مسؤول من زنجبار أن الجيش قد نجحت التحكم إينتاكينج للاستاد الرياضي المحلي في الاشتباكات المستمرة مع المسلحين في المدينة. قتل جنديان وجرح أربعة في اشتباكات بالقرب من مدخل زنجبار كما واصلت قوات الحكومة جهودها الدخول إلى المدينة، التي يصل عدد القتلى الأسبوع للقوات الحكومية إلى 10.
في 25 يوليو، قتل 10 مسلحين أثناء الهجوم على معسكر للجيش خارج زنجبار
في 30 يوليو مقاتلي القبائل الموالية للحكومة لقوا مصرعهم في حادث نيران صديقة في الحكومة التي شنت القوات بطريق الخطأ الضربات الجوية على مواقعهم. 28 جنديا قتلوا في قتال عنيف خلال اليومين الماضيين، بمن فيهم العميد أحمد حسن عوض بن-الجدول البخار، قائد القوات العسكرية في محافظة أبين. في اليوم التالي، قتل مسلحون 15 جولة جديدة من الضربات الجوية ودمرت دبابة جيش تم التقاطها وعقدت عدة مواقع مدفعية من الإسلاميين في منطقة دوفس بالقرب منزنجبار
في 11 أغسطس، أفاد مسؤولون محليون أن أربعة مسلحين قتلوا عندما أصابت مدفعية الحكومة مواقفها في القرى آل-خاملاً وبيدار، يقع خارج زنجبار. كما اندلعت مواجهات عنيفة في اليوم السابق بين الإسلاميين واللواء الميكانيكي 25.
في 16 أغسطس، اعتقل بعض رجال القبائل المسلحين سبعة مسلحين، بما في ذلك اثنين من المواطنين السعوديين، في قرية شقرة، طبقاً لرئيس جهاز الأمن في منطقة وادي. وفي اليوم التالي، ومع ذلك، القرية أبلغت مصادر قبلية قد انخفض مرة أخرى في أيدي الإسلاميين بعد طرح الحكومة قوات المقاومة قليلاً إلى قافلة مسلحة تتقدم من بلده مجاورة.
في 10 سبتمبر، أطلق اللواء «الجيش اليمنى» 119، الذي قد انضموا إلى المعارضة، عملية مشتركة مع كتائب 31 و 201 التي كانوا مازالوا موالين لصالح. وادعي الجيش قد استعادت السيطرة على المدينة من المسلحين، التخفيف من وحدات الجيش المحاصرة في هذه العملية. لا يزال، استمر القتال في المنطقة المحيطة بالمدينة، وذكر مسؤول عسكري أن الجيش لم تفلح إلا في التقاط الأجزاء الشمالية والشرقية من المدينة.

## أعقاب
في 13 نوفمبر قتل الجيش اليمني ومقاتلي القبائل تسعة يشتبه في أنهم من القاعدة في قتال في زنجبار.
في 14 يناير سمح لمئات من السكان النازحينبالعودة إلى منازلهم بعد أن تم التوصل إلى اتفاق مؤقت بين المتمردين ووحدات الجيش. ووصف السكان المحليين التدمير بأنه «على نطاق واسع» في المدينة مع انتشار العديد من حقول الألغام التي حذرهم الجيش منها. ووفقا للتقارير يسيطر المسلحين على الجزء الغربي من المدينة، بينما يسيطر الجيش على الجزء الشرقي منها . وشارك آلاف المواطنين في احتجاجات مطالبين بوضع حد للقتال الذي أجبرهم على الفرار من ديارهم وأقيمت عدة مسيرة لمسافة 50 كيلومتر من عدن إلى زنجبار. وارتفعت تقديرات لنازحين من المعارك إلى ما يقرب من 97,000.

### معركة دوفس في مارس 2012
في 4 مارس، شن المسلحين هجوما ضد كتيبة مدفعية تابعة للجيش في ضواحي مدينة زنجبار، في بلده دوفس الصغيرة، اسفر الهجوم عن مصرع 187 جنديا وجرح 135 آخرين. كما قتل 32 من مقاتلي القاعدة أثناء القتال، هاجم المسلحين قاعدة للجيش بسيارات مفخخة وتمكنوا من الاستيلاء على عربات مدرعة ودبابات، وأسلحة وذخائر، وتم أسر 55 جندياً واعلنت جماعة أنصار الشريعة مسؤوليتها عن الحادث.
بدأ الهجوم الرئيسي مع هجوم آخر لصرف الأنظار عن القوة المسلحة الرئيسية، وانفجرت عدة سيارات مفخخة أمام بوابات القاعدة العسكرية، ودخل بعدها المقاتلون إلى القاعدة العسكرية وأستولوا على أسلحة ثقيلة وأستخدموها ضد الجنود. بالقرب من القاعدة العسكرية تتواجد الكتيبة 115 والكتيبة 119 التي من المفترض أن تدعم القاعدة العسكرية ولكنها لم تتمكن من المساعدة بسبب تعرضها لهجوم آخر.
جائت بعدها تعزيزات أخرى من القواعد العسكرية القريبة بعد فوات الأوان بسبب عاصفة رملية، في مدينة جعار، في الأيام التي تلت الهجوم، قام الجيش بعدة ضربات جوية ضد مواقع المتمردين حول زنجبار التي اسفرت عن قتل 42 من مقاتلي القاعدة.
أعلنت جماعة أنصار الشريعة مسؤوليتها عن الهجوم وسمحت لاحقاً لفريق الهلال الأحمر الطبي في جعار بعلاج 12 جندي من الجرحى، وطالبت الجماعة بتبادل الأسرى مع الحكومة.

### معركة أبين في مايو 2012
استمر القتال المتقطع في المنطقة، وأخيراً بلغت ذروتها في هجوم عسكري جديد في مايو 2012، بقيادة الرئيس الجديد عبد ربه منصور هادي من أجل استعادة المناطق الخارجة عن سيطرة الدولة في أبين.
وأستمر القتال أكثر من شهر وفي 12 يونيو سيطر الجيش على جميع مناطق أبين، قتل في العملية 567 شخصا، بينهم 429 المقاتلين الإسلاميين و 78 من الجنود، و 26 من مقاتلي القبائل و 34 مدنيا.